# Pelluhue
Pelluhue är en kommun i Chile.   Den ligger i provinsen Provincia de Cauquenes och regionen Región del Maule, i den södra delen av landet, 300 km sydväst om huvudstaden Santiago de Chile.
I omgivningarna runt Pelluhue växer i huvudsak städsegrön lövskog. Runt Pelluhue är det ganska glesbefolkat, med 22 invånare per kvadratkilometer.